# NGC 787
NGC 787 је спирална галаксија у сазвежђу Кит која се налази на NGC листи објеката дубоког неба.
Деклинација објекта је - 9° 0' 9" а ректасцензија 2h 0m 48,6s. Привидна величина (магнитуда) објекта NGC 787 износи 12,9 а фотографска магнитуда 13,7. NGC 787 је још познат и под ознакама MCG -2-6-15, PGC 7632.